# فرودگاه لانگ بیچ
فرودگاه لانگ بیچ (به انگلیسی: Long Beach Airport) (به زبان بومی: Daugherty Field) یک فرودگاه همگانی مسافربری (ACI) با کد یاتا LGB است که یک باند فرود آسفالت دارد و طول باند آن ۳۰۴۸ متر است. این فرودگاه در شهر لانگ بیچ کشور ایالات متحده آمریکا قرار دارد و در ارتفاع ۱۸ متری از سطح دریا واقع شده است.

## شرکت‌های هواپیمایی و مقصدهای پروازی
The gates at Long Beach Airport are divided into the North and South Concourses, with eleven دروازه in all. جت‌بلو is the sole occupant of the North Concourse, the larger of the two. Gates 1-4 are in the South Concourse and gates 5-11 in the North.

### مسافری
| شرکت‌های هواپیمایی | مقصدهای پروازی | Refs  |
| ----------------- | --- | ----- |
| امریکن ایگل       | فینکس اسکای هاربر | [ ۱ ] |
| دلتا ایرلاینز     | فصلی: سالت‌لیک‌سیتی | [ ۲ ] |
| دلتا کانکشن       | سالت‌لیک‌سیتی | [ ۲ ] |
| جت‌بلو             | آستین، لوگان، فورت لادردیل–هالیوود، مک‌کاران، جان اف کندی، اوکلند، پورتلند، رنو تاهوئه، سکرامنتو، سالت‌لیک‌سیتی، سانفرانسیسکو، سان خوزه، سیاتل-تاکوما | [ ۴ ] |
| ساوت‌وست ایرلاینز  | دنور، مک‌کاران، اوکلند، سکرامنتو | [ ۵ ] |

### باری
| شرکت‌های هواپیمایی       | مقصدهای پروازی |
| ----------------------- | -------------- |
| ایر ترنسپورت اینترنشنال | صحرایی مک‌کلیان |
| فدکس اکسپرس             | ممفیس          |
| یوپی‌اس ایرلاینز         | لوئیویل        |